# Heliconius deflavata
Heliconius deflavata är en fjärilsart som beskrevs av Heinrich Neustetter 1932. Heliconius deflavata ingår i släktet Heliconius och familjen praktfjärilar. Inga underarter finns listade i Catalogue of Life.